# Simulmondo
Simulmondo, italiensk datorspelsutvecklare. Upplöstes någon gång efter 1994.

## Utvecklade spel
- (1990) The Basket Manager
- (1991) 1000 Miglia
- (1991) Big Game Fishing
- (1992) 3D World Boxing
- (1992) Dylan Dog: The Murderers
- (1993) 3D World Tennis
- (1993) Dylan Dog 2: Through the looking glass
- (1994) Time Runners 1
- (1994) Time Runners 2
- (1994) Time Runners 3
- (1994) Time Runners 4
- (1994) Time Runners 5
- (1994) Time Runners 6
- (1994) Time Runners 7
- (1994) Time Runners 8
- (1994) Time Runners 9
- (1994) Time Runners 10
- (1994) Time Runners 11
- Dylan Dog 3: Return to sunset
- Dylan Dog 4
- Dylan Dog 5
- Dylan Dog 6: Maelstrom
- Diabolik: Untouchable Criminal
- Diabolik 2
- Diabolik 3
- Diabolik 4
- Diabolik 5
- Diabolik 6
- Diabolik 7
- Diabolik 8: A Perfect Plan